# Vicente Adorno
Vicente Adorno (1947 – 2015) foi um jornalista, escritor, radialista e crítico de cinema brasileiro, atuando por muitos anos na Rádio e Televisão Cultura onde foi, dentre outros cargos, editor de internacional do Jornal da Cultura.

## Biografia
Vicente Adorno nasceu no dia 22 de setembro de 1947 na cidade de Descalvado, no interior do estado de São Paulo. Estudou jornalismo e comunicação social na Faculdade Cásper Líbero e cursou ainda a Faculdade de Filosofia, Letras e Ciências Humanas da Universidade de São Paulo (FFLCH-USP). Trabalhou por muitos anos na Rádio e Televisão Cultura onde, entre outras funções, foi editor de internacional do Jornal da Cultura. Faleceu aos 67 anos na cidade de São Paulo devido a um ataque cardíaco fulminante.

## Obras
- Tietê, Uma Promessa de Futuro Para as Águas do Passado.